# کالسکه شبح (فیلم ۱۹۵۸)
کالسکهٔ شبح (سوئدی: Körkarlen) فیلمی سوئدی در سبک ترسناک و فانتزی به کارگردانی ارنه ماتسون است که در سال ۱۹۵۸ منتشر شد.